# Friedrich Wilhelm Gesenius

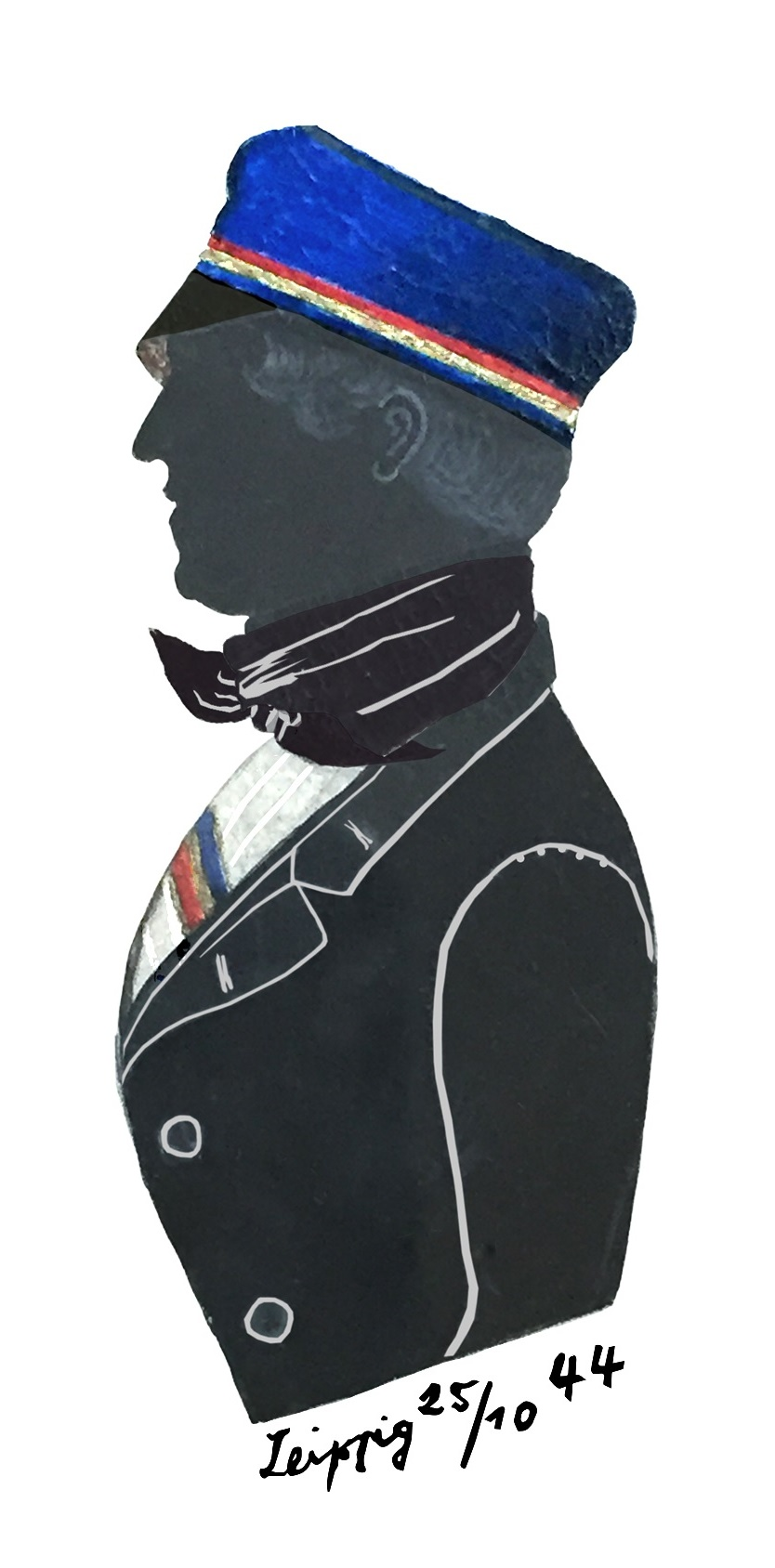
Wilhelm Gesenius als Leipziger Lausitzer (1844)

Friedrich Wilhelm Gesenius (* 3. August 1825 in Halle (Saale); † 11. März 1888 in San Remo) war ein deutscher Anglist.

## Leben
Wilhelm Gesenius wuchs als eines von zehn Kindern des bekannten Orientalisten Wilhelm Gesenius in Halle auf und absolvierte die gymnasiale Ausbildung am Pädagogium der Franckeschen Stiftungen in Halle. Er trug den gleichen Rufnamen wie sein Vater (Wilhelm), nannte sich aber später vor der Öffentlichkeit und als Autor stets Friedrich Wilhelm. Ob sein Vater ihm auch einen Spitznamen gegeben hat wie seiner ältesten Schwester Caroline („Fräulein Genesis“), ist nicht überliefert. Ab 1843 studierte er an der Universität Leipzig Anglistik. Er wurde im Corps Lusatia Leipzig aktiv und zeichnete sich als Senior aus. Als Inaktiver wechselte er an die Friedrichs-Universität Halle und die Rheinische Friedrich-Wilhelms-Universität Bonn. Dort wurde er 1847 zum Dr. phil. promoviert. 1847/48 diente er in Halle bei der Preußischen Armee. Nach Sprachstudien in Paris 1849 weilte er ab 1850 in London als Lehrer der Söhne des Premierministers John Russell, 1. Earl Russell. 1853 ging er nach Stettin, wo er zunächst als Lehrer an der Friedrich-Wilhelm-Schule, einem Realgymnasium, wirkte. 1857 gründete er in Stettin eine Höhere Mädchenschule. Die nach ihm benannte Geseniussche Höhere Mädchenschule leitete er 30 Jahre lang. Seit Anfang 1888 lungenkrank, suchte er Heilung in San Remo. Dort starb er mit 62 Jahren. Beigesetzt wurde er in Stettin.
Der Neuphilologe und Pädagoge Gesenius gilt als Wegbereiter eines modernen fremdsprachlichen Unterrichts in Deutschland. Seine Lehrbücher für Englisch führten zugleich in die Literatur, Geschichte und Geographie Großbritanniens ein; sie erschienen in zahlreichen Auflagen und waren jahrzehntelang, auch nach seinem Tod, maßgebend für den Schulunterricht in Deutschland, Österreich und der Schweiz.